# Sandro Baylón
Pour les articles homonymes, voir Baylon.
Sandro Paulo Baylón Capcha, né le 11 avril 1977 à Lima et mort dans la même ville le 1er janvier 2000, est un footballeur péruvien. Il jouait au poste de défenseur central.

## Biographie
Neveu de Julio Baylón, ancienne gloire de l'Alianza Lima, Sandro Baylón est formé dans les divisions inférieures dudit club puis est prêté au Bella Esperanza (es), club de 2e division et équipe filiale de l'Alianza, en 1996. Repéré par Jorge Luis Pinto, alors entraîneur de l'Alianza Lima, celui-ci l'inclut dans l'équipe première du club. Sandro Baylón fait ainsi ses débuts en 1re division, le 20 septembre 1997, à l’occasion d'une victoire 4-0 sur le José Gálvez FBC. Il sera d'ailleurs sacré champion du Pérou en fin de saison. 
Ses bonnes prestations en championnat lui valent d'être convoqué par Francisco Maturana en équipe du Pérou, le 17 novembre 1999, à l'occasion d'un match amical à Lima face à la Slovaquie (victoire 2-1).
Alors qu'il était promis à un bel avenir (il fut approché par des émissaires du Werder Brême en 1999), Sandro Baylón trouve la mort dans un accident de la route, le 1er janvier 2000. Il avait à peine 22 ans et sa mort suscita l'émoi dans l'opinion publique péruvienne, plus de 10 000 personnes assistèrent à ses funérailles dans le Stade Alejandro Villanueva.

## Palmarès
Alianza Lima
- Championnat du Pérou (1) :
  - Champion : 1997.
  - Vice-champion : 1999.